# Воротников, Илья Владимирович
Илья Владимирович Воротников (11 февраля 2001, Новая Усмань) — российский футболист, нападающий.
Начал заниматься футболом в Новой Усмани. Через год, в 2013 году перешёл в «ФЦШ-73» к тренеру Андрею Черноусову. В 13 лет перешёл в академию «Краснодара». 17 марта 2018 года дебютировал в молодёжном первенстве, выйдя на последней минуте домашнего матча с «Уфой» (2:0). 27 августа 2018 года дебютировал в первенстве ПФЛ за «Краснодар-3», выйдя на замену в первом тайме домашнего матча против «Спартака-Нальчик» (3:0). 28 июля 2019 года сыграл первый матч в ФНЛ за «Краснодар-2», выйдя в гостевой игре против «Енисея» (1:0) во втором тайме. На февральских сборах 2020 года в составе главной команды забил два мяча в трёх матчах. В премьер-лиге дебютировал 9 июля 2020 года, выйдя на 75-й минуте гостевого матча против «Рубина» (0:1). Перед сезоном 2022/23 перешёл в СКА Ростов-на-Дону
Провёл три матча за сборную России до 17 лет в отборочном турнире к чемпионату Европы 2018. Выступал на Кубке ОАЭ 2018.

### Клубная статистика
| Выступление      | Выступление      | Выступление      | Лига | Лига | Кубки | Кубки | Конт. кубки | Конт. кубки | Итого | Итого |
| Клуб             | Лига             | Сезон            | Игры | Голы | Игры  | Голы  | Игры        | Голы        | Игры  | Голы  |
| ---------------- | ---------------- | ---------------- | ---- | ---- | ----- | ----- | ----------- | ----------- | ----- | ----- |
| Краснодар        | Премьер-лига     | 2019/20          | 1    | 0    | 0     | 0     | 0           | 0           | 1     | 0     |
| Краснодар        | Итого            | Итого            | 1    | 0    | 0     | 0     | 0           | 0           | 1     | 0     |
| → Краснодар-2    | ФНЛ              | 2019/20          | 7    | 1    | 0     | 0     | 0           | 0           | 7     | 1     |
| → Краснодар-2    | ФНЛ              | 2020/21          | 16   | 2    | 0     | 0     | 0           | 0           | 16    | 2     |
| → Краснодар-2    | Итого            | Итого            | 23   | 3    | 0     | 0     | 0           | 0           | 23    | 3     |
| → Краснодар-3    | ПФЛ              | 2018/19          | 1    | 0    | 0     | 0     | 0           | 0           | 1     | 0     |
| → Краснодар-3    | ПФЛ              | 2019/20          | 2    | 0    | 0     | 0     | 0           | 0           | 2     | 0     |
| → Краснодар-3    | Итого            | Итого            | 3    | 0    | 0     | 0     | 0           | 0           | 3     | 0     |
| Всего за карьеру | Всего за карьеру | Всего за карьеру | 27   | 3    | 0     | 0     | 0           | 0           | 27    | 3     |